# Província de Tungurahua
Tungurahua és una de les 22 províncies de l'Equador, situada a la banda oriental dels Andes i centrada en una de les rutes d'accés a la selva amazònica, per la vall del riu Pastaza. La seva capital és Ambato i té una superfície de 3.336 km².
Sens dubte, la província està dominada per la presència del volcà Tungurahua i la seva activitat gairebé constant, que en moltes ocasions han obligat a evacuar diverses zones de la província. La localitat de Baños, famosa per les seves aigües termals, és el principal punt de partida cap a Puyo, lloc d'accés a la selva. Cal destacar també els mercats tradicionals de l'ètnia salasaca, el Parc Nacional Llanganates i el volcà Carihuairazo, així com el Parc Nacional del Sangay.
La província consta de nou cantons, que agafen el nom de la seva localitat principal:
- Ambato
- Baños
- Cevallos
- Mocha
- Patate
- Pelileo
- Píllaro
- Quero
- Tisaleo